# Климишин Іван Антонович
Климишин Іван Антонович (нар. 17 січня 1933) — український астроном. Професор Прикарпатського національного університету ім. Василя Стефаника, доктор фізико-математичних наук. Академік АН ВШ України з 1993 р.

## Біографія
Народився в селі Кутиска (Тернопільська область). 1955 року закінчив Львівський університет, 1958 року — аспірантуру при цьому університеті. У 1958—1974 працював в обсерваторії Львівського університету (з 1961 — завідувач відділу, в 1962—1970 — заступник директора з наукової роботи). З 1974 — професор Івано-Франківського педагогічного інституту. В 1996—1999 рр. — завідувач кафедрою релігієзнавства філософського факультету Прикарпатського національного університету імені Василя Стефаника.
Нині — завідувач кафедри теоретичної фізики Прикарпатського національного університету імені Василя Стефаника і водночас — професор Теологічної академії УГКЦ в Івано-Франківську.

## Основні наукові роботи
Основні наукові роботи належать до радіаційної космічної газодинаміки. Для характеристики стану газу з урахуванням ізотропного поля випромінювання ввів газодинамічний показник адіабати, що істотно спростило визначення стрибків параметрів на фронті ударної хвилі. Отримав наближені розв'язки задачі про структуру зоряних ударних хвиль, дав оцінку протяжності зони іонізаційної релаксації за фронтом і зони прогрівання перед фронтом ударної хвилі, що рухається в зоряній атмосфері. Вивів формулу для шкали висот, яка встановлюється в атмосфері зорі під дією періодичної ударної хвилі. Спільно з Б. І. Гнатиком отримав асимптотичну формулу, яка описує зміну швидкості руху ударної хвилі в неоднорідному середовищі з довільним розподілом густини, вивчив межі застосовності наближених методів космічної газодинаміки. Виконав аналіз ефективності теплових хвиль як можливого механізму перенесення енергії, що вивільняється під час вибуху в надрах зір. Спільно з С. А. Капланом отримав низку розв'язків теорії нестаціонарного розсіювання світла в середовищі з рухомою межею.
Автор низки монографій та науково-популярних книг, серед яких «Ударні хвилі в неоднорідних середовищах» (1972), «Астрономія наших днів» (1976), «Астрономія вчора і сьогодні» (1976), «Релятивістська астрономія» (1980), «Календар і хронологія» (1981), «Ударні хвилі в оболонках зірок» (1984), «Вчені знаходять Бога» (2010).
З 1980 очолював Спеціальну проблемну групу з історії астрономії при Астрономічній раді АН СРСР.
Брав участь у підготовці словників та довідників з астрономії: «Шкільний астрономічний довідник» (1990), «Астрономічний енциклопедичний словник» (2003).
Астероїд 3653 Климишин, відкритий 1979 року Миколою Черних, названо на честь вченого.

## Нагороди
- Заслужений працівник вищої школи (1988);
- орден “За заслуги” ІІІ ст. (2000);
- медаллю “Ветеран праці” (1985);
- Відмінник освіти України (2000).